# 雷氏吸盘鳚
	雷氏唇盤鳚（学名：Andamia reyi），又稱雷氏吸盘鳚，为輻鰭魚綱鳚形目鳚科唇盤鳚屬的鱼类。分布印度西太平洋區，包括聖誕島、安達曼群島、菲律賓、臺灣海域，深度0至3公尺，本魚體長橢圓形，稍側扁，頭鈍短，上下唇具鋸齒緣，下唇後方具有杯狀的肉質盤，上頜齒可自由活動，雄魚頭具一冠膜，具鼻鬚及眶上鬚，背鰭硬棘14-15枚、背鰭軟條19-20枚、臀鰭硬棘2枚、臀鰭軟條23-24枚，體長可達10公分，棲息在淺水區和沿海水域，可離開水面在陸地上活動，可直接在空氣中呼吸，通常躲在洞穴，以藻類為食，雌魚產附著性卵，雄魚有護卵行為。。该物种的模式产地在菲律宾吕宋岛。